# Battaglia di Almenara
La battaglia di Almenara (detta anche battaglia di Almenar) fu una battaglia combattuta nel corso della guerra di successione spagnola il 27 luglio 1710 tra le armate di Filippo V e quelle dell'arciduca Carlo d'Asburgo. L'armata di Filippo V venne sconfitta e le sue forze vennero costrette ad evacuare la Catalogna ed a raggrupparsi dietro l'Ebro.

## Antefatto
Nella primavera del 1710 l'esercito borbonico era entrato in Catalogna dall'Aragona attraversando il fiume Segre il 15 marzo. Il 3 maggio Filippo V, pretendente borbonico al trono spagnolo, si unì all'esercito. L'armata alleata contrapposta agli spagnoli, composta da austriaci, inglesi e olandesi, venne raggiunta nel giugno di quello stesso anno dall'arciduca Carlo d'Asburgo, pretendente austriaco alla corona di Spagna.
A luglio il generale Guido von Starhemberg ricevette dei rinforzi e decise di attaccare. Attraversò il fiume Noguera e prese posizione sulle alture di Almenar.
Lord Stanhope a sua volta attraversò il Segre ma a Balaguer (a nord di Lerida) marciando verso il ponte di Alfarras, che attraversò il 27 luglio.

## Lo battaglia
Il marchese di Villadarias aprì la battaglia con un attacco della propria cavalleria che inizialmente ebbe un notevole successo, ma la sua iniziativa venne poco dopo distrutta da un contrattacco nemico.
La fanteria inglese, infatti, attaccò l'ala sinistra dell'esercito spagnolo e prese per intero poi la seconda. Gli austriaci di supporto, dunque, attaccarono e distrussero completamente l'ala destra dove lo stesso Filippo V rischiò la vita e finì quasi per essere catturato dagli alleati.

## Conseguenze
Le truppe borboniche vennero costrette a lasciare la Catalogna ed a ritirarsi verso l'Aragona dove il 20 agosto ebbe luogo la battaglia di Saragozza.
Il marchese di Villadarias venne privato del proprio comando e rimpiazzato col marchese di Bay.